# Équipe d'Andalousie de football
 (août 2022).
Si vous disposez d'ouvrages ou d'articles de référence ou si vous connaissez des sites web de qualité traitant du thème abordé ici, merci de compléter l'article en donnant les références utiles à sa vérifiabilité et en les liant à la section « Notes et références ».
Maillots
L'équipe d'Andalousie de football est une sélection des meilleurs joueurs d'Andalousie. Elle n'est pas membre de la FIFA, ni de l'UEFA et ne participe donc pas aux grands tournois internationaux. Elle ne dispute que des matches amicaux.

## Histoire
Durant la première moitié du vingtième siècle, la Fédération Régionale Sud, qui englobait l'Andalousie et organisait la Coupe d'Andalousie de football pour les clubs locaux (remportée dix-huit fois par le FC Séville en vingt-et-une éditions), sélectionna des joueurs d'origine andalouse pour constituer une équipe représentative et disputer occasionnellement des matches amicaux. Puis elle fit son entrée dans la coupe du Prince des Asturies, à caractère inter-régional.
Dans le cadre de l'Exposition ibéro-américaine de 1929, la sélection andalouse disputa un match contre le Club Atlético Boca Juniors d'Argentine à l'Estadio Heliopolis, aujourd'hui le Stade Benito-Villamarín, antre du Bétis Séville.
L'équipe ne joua pas très souvent jusqu'en 1963, où la Fédération Régionale Castillane l'invita aux célébrations entourant son cinquantième anniversaire. Elle y affronta l'équipe de Castille mais aussi celle de Biscaye. Deux ans plus tard, au cours du jubilé d'or de la Fédération andalouse, la sélection affronta l'équipe nationale du Paraguay au stade Ramón-Sánchez-Pizjuán, où joue habituellement, pour ses rencontres à domicile, le FC Séville.
Au début du vingt-et-unième siècle, la Fédération andalouse convint de jouer un match par an, généralement l'hiver. Sauf toutefois d'autres sélections régionales comme la Catalogne et le Pays basque, plus indépendantistes et dont les matches attirent plus de spectateurs. Dans les années qui suivirent les autres régions espagnoles ne jouèrent plus qu'en de rares occasions en raison d'un manque de rentabilité. L'exception majeure fut un match joué en 2013 pour le centenaire de la fédération espagnole, opposant l'Andalousie à la Communauté autonome de Madrid, réédition de leur confrontation de 1963.

## Source
- (en) Cet article est partiellement ou en totalité issu de l’article de Wikipédia en anglais intitulé « Andalusia antonomous football team » (voir la liste des auteurs).